# Stefano Canzio
Stefano Canzio (Genova, 3 gennaio 1837 – Genova, 14 gennaio 1909) è stato un generale e politico italiano, garibaldino, insignito della medaglia d'oro al valor militare nel corso della terza guerra d'indipendenza.

## Biografia
Il padre Michele Canzio, pittore, scenografo del Teatro Carlo Felice, era membro dell'Accademia ligustica di belle arti.
Nella primavera del 1859 Stefano Canzio lasciò gli studi classici ed entrò in un gruppo di volenterosi che si offrivano al governo per la guerra imminente. Con i Carabinieri genovesi fece parte dei Cacciatori delle Alpi. Tornò dalla guerra soldato formato ed animato da entusiasmo per Garibaldi, del quale andò sempre più conquistandosi la stima e la fiducia; lavorò alla preparazione della spedizione dei Mille e quando fu deliberata la formazione, tornò a far parte del drappello dei carabinieri genovesi e sbarcò con essi a Marsala, venendo il 27 maggio ferito al ponte dell'Ammiraglio, nell'entrare in Palermo.
Andò a Genova per guarire dalle ferite riportate, ma ben presto tornò in campo, militando fino alla fine della guerra, ottenne il grado di maggiore.
Nel novembre accompagnò il generale a Caprera e di lì a un anno, sposò a La Maddalena la figlia Teresita, dalla quale ebbe 16 figli. Da questo momento in poi partecipò a tutte le azioni garibaldine: nei fatti di Sarnico, in Aspromonte, nel Trentino.
Nella battaglia di Bezzecca, nel momento cruciale in cui il combattimento si volgeva a favore degli austriaci, dimostrò tanta bravura e ardimento da guadagnarsi la Medaglia d'oro al valore militare.
L'anno successivo si incontrò con Garibaldi, custodito a Caprera dopo l'arresto di Sinalunga; lo attese con una paranza e insieme sbarcarono sul litorale toscano. Segui il Generale sino alle porte di Roma e si dovette a lui se Garibaldi uscì vivo dalla battaglia di Mentana.
Tre anni dopo lo seguì in Francia. Prima ebbe il comando del quartier generale, poi, dopo la carica di Renois da lui condotta, ottenne il comando della 5ª brigata, e a Digione si comportò da eroe, in particolar modo nella giornata di Pouilly. Dopo la morte del generale Jozef Bossak-Hauké si vide affidato il comando della prima e dell'ultima brigata riunite.
Tornò dalla Francia colonnello brigadiere e da Garibaldi venne elevato al grado di generale dell'esercito dei volontari, che ormai non esistevano più.
Negli ultimi anni della sua vita fu presidente del Consorzio autonomo del porto di Genova, ed esercitò un grande ascendente sulla classe operaia.